# محمدامین طرفی
محمد امین طرفی (زاده ۱۳۳۱) سیاست‌مدار ایرانی است، که در دوره دوم مجلس شورای اسلامی به‌عنوان نماینده حوزهٔ انتخابیهٔ آبادان، از استان خوزستان در مجلس شورای اسلامی حضور داشت. وی فرزند آیت‌الله شیخ عیسی طرفی از علمای استان خوزستان است.